# كام ستوديو
كام ستوديو(بالإنجليزية: CamStudio)‏ هو برنامج حر لتصوير الشاشة وتصوير الكام البرنامج يعمل على انظمة مايكروسوفت ويندوز. البرنامج يدعم صيغة avi والفلاش فيديو .البرنامج مصمم بتقنية سي شارب وسي++